# تسخين كهربائي

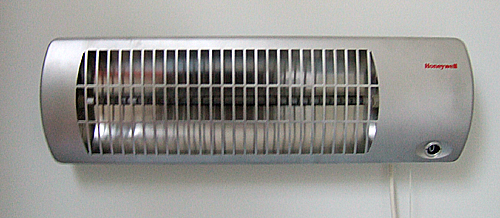
دفاية كهربائية

التسخين الكهربائي  (بالإنجليزية:Electric heating) في تقنية الكهرباء والتقنية الحرارية تعني الحرارة الناتجة من الطاقة الكهربائية.
منذ بداية القرن العشرين انتشر تصبيق التسخين الكهربائي في الصناعة وفي الاستخدامات المنزلية بدلا من التسخين المباشر بالفحم أو الخشب أو بالغاز أو البترول. وكانت دواعي ذلك إما اغراضا اقتصادية أو للوقاية من الحرائق، كما أن سهولة استخدامها ونظافتها من العوامل الهاة على انتشارها.
لكن مسألة كفاءتها محدودة: فإن التيار الكهربائي ينتج في محطة حرارية حيث تتحول الطاقة الحرارية إلى طاقة كهربائية، بغرض استخدام مدفئة كهربائية في البيت حيث تتحول الطاقة الكهربائية ثانيا إلى طاقة حرارية. وعند إنتاج الطاقة الكهربائية من الطاقة الحرارية للفحم مثلا في محطة توليد الكهرباء، يحدث فقدا كبيرا في الطاقة الحرارية لا تستغل، إذ تبلغ كفاءة توليد الكهرباء في المحطة الحرارية نحو 60 % فقط. وهذا ما يستدعي الاهتمام في السنوات الأخيرة.

## أنواع التسخين الكهربائي
القائمة التالية تذكر بعض تطبيقات التسخين الكهربائي، ولا تذكر جميعها فأجهزتها كثير ومتعدد ومنتشرة تقريبا في معظم مرافق الحياة، ونهتم هنا بطرق توليدها وتطبيقاتها:
| مصدر الطاقة        | الوسيلة                    | تطبيقات                                                                          |
| ------------------ | -------------------------- | -------------------------------------------------------------------------------- |
| تيار كهربائي       | تسخين بمقاومة              | موقد كهربائي، مدفأة كهربائية، مصباح، غلاية ماء، مجفف الملابس، كاوية لحام، وغيرها |
| تيار كهربائي       | قوس كهربائي                | اللحام، فرن القوس الكهربي                                                        |
| حقول كهرومغناطيسية | تسخين بالتحريض             | فرن حثي، الطبخ بالتحريض، فرن بوتقة                                               |
| حقول كهرومغناطيسية | تسخين بمكثف (dielektric ~) | فرن ميكروويف، تسخين التردد العالي،                                               |
| أشعة كهرومغناطيسية | أشعة تحت الحمراء           | علاج بالاشعة تحت الحمراء، كبائن حرارية للاشعة تحت الحمراء                        |
| أشعة كهرومغناطيسية | الليزر                     | لحام بحزمة ليزرية، قطع بالليزر، الليزر في الطب                                   |
| أشعة كهرومغناطيسية | شعاع البلازما              | تقطيع بالبلازما                                                                  |
| أشعة كهرومغناطيسية | شعاع إلكترونات             | لحام فيض الإلكترونات                                                             |